# SMS Sachsen (1916)
El SMS Sachsen (Sajonia en español) fue un acorazado de la clase Bayern, botado pero no finalizado para el servicio en la Armada Imperial Alemana durante la Primera Guerra Mundial. El Sachsen fue puesto en grada como el tercer buque de la clase Bayern y el cuadragésimo cuarto acorazado de la marina imperial. Su construcción comenzó en los astilleros Germaniawerft de Kiel, y fue botado el 21 de noviembre de 1916. No obstante, el buque nunca llegó a incorporarse al servicio activo. El Tratado de Versalles firmado en 1919 especificaba que trodos los buques de guerra en construcción en Alemania al momento de la armisticio debían ser destruídos. Finalmente, el Sachsen fue vendido para desguace en 1920, prolongando los trabajos de 1921 hasta 1923.

## Construcción y cancelación
El Sachsen fue ordenado bajo la cuarta y última Ley Naval (Flottengesetze) aprobada en 1912. El káiser Guillermo II aprobó el diseño, que ya había sido encargado al astillero Germaniawerft de Kiel. El Reichstag no había aprobado oficialmente el presupuesto, por lo que el inicio de la construcción suponía un riesgo para el astillero. Se autorizó debidamente la financiación para el buque y el 21 de febrero de 1914 se botó el acorazado Kronprinz, que despejó la grada que había sido reservada para construir el sustituto del Kaiser Friedrich III. Los trabajos preparatorios comenzaron inmediatamente después de que el Kronprinz abandonara la grada y el 21 de marzo, Guillermo II firmó la orden final para construir el nuevo barco. La colocación de su quilla tuvo lugar el 15 de abril y se le asignó el número de construcción 210. Los trabajos iniciales avanzaron lentamente debido al inicio de la Primera Guerra Mundial en julio, ya que se desviaron recursos para completar los trabajos de acondicionamiento del Kronprinz, así como en varios torpederos y submarinos en construcción en el astillero. Su casco completo estaba programado para ser botado a principios de 1916, pero los retrasos retrasaron su botadura hasta el 21 de noviembre. Su finalización se había planeado para principios de 1917, pero la creciente escasez de material y mano de obra, particularmente cuando estos recursos comenzaron a desviarse para apoyar la campaña de submarinos contra Gran Bretaña, ralentizó aún más el trabajo, que finalmente se detuvo.
Después de que Alemania reanudara y ampliara en gran medida la campaña de guerra submarina sin restricciones en febrero de 1917, el almirante Eduard von Capelle, que para entonces había reemplazado a Tirpitz como jefe de la RMA, argumentó que la construcción de buques capitales debería detenerse en favor de la construcción de submarinos. Como resultado, las obras en el Sachsen se detuvieron por completo cuando faltaban nueve meses para su finalización. Los componentes que se habían ensamblado para sus generadores diésel se reutilizaron en el submarino mercante Bremen. El motor diésel se dividió en sistemas de propulsión para cuatro de los submarinos clase U 151 a principios de 1917. Cuando se detuvieron los trabajos en 1917, el Sachsen había recibido seis de sus ocho cañones principales, y el par restante se había desviado para convertirlo artillería ferroviaria y para reparación de artillería en Flandes. Aproximadamente el 76 % del casco había sido ensamblado y el 13 % de su blindaje había sido instalado, y gran parte del resto se encontraba en el taller anexo, preparándose para ser instalado. El barco estaba completo hasta la cubierta de la batería (una cubierta debajo de la cubierta principal) y el 50 % de la cubierta superior estaba en su lugar. Se habían instalado sus calderas y tanto las turbinas como el motor diésel se habían ensamblado casi por completo en el taller, lo que requería pruebas antes de poder instalarlos. Se habían erigido ambos embudos.
El barco quedó sin terminar en Kiel al final de la guerra. Según el artículo 186 del Tratado de Versalles, firmado en junio de 1919, todos los buques de guerra de superficie alemanes en construcción debían ser inmediatamente desguazados. Al mismo tiempo, le quitaron las armas y ese mismo año la trasladaron a a la ría de Kiel para esperar el patio de desguace. El Sachsen fue debidamente eliminado del registro naval el 3 de noviembre de 1919 y vendido a finales de 1920 a una empresa de desguace. Tras la transacción, el buque regresó al astillero para que le quitaran el blindaje lateral y las torretas. Luego fue trasladado a su destino final para su desmantelamiento, trabajos que se prolongaron de 1921 hasta 1923.